# Бойчук Ігор Васильович
Ігор Бойчу́к (нар. 2 серпня 1963, с. Перерісль Надвірнянського району, Івано-Франківської області) — громадський діяч, доктор філософії, кандидат політичних наук, заслужений журналіст України.

## Біографія
Бойчук Ігор Васильович народився 2 серпня 1963 р. в с. Перерісль Надвірнянського району  Івано-Франківської області в сім’ї вчителів. Вже з старших класів школи почав друкуватися - від районки до республіканських газет. В 1980 році із золотою медаллю закінчив місцеву десятирічку і поступив на факультет журналістики Львівського державного університету ім. Івана Франка.
Трудову діяльність розпочав 1985 р. редактором радіо ВО «Геофізприлад». Через рік запросили в штат Івано-Франківського обласного радіо, де 6 років був редактором і політичним коментатором. Далі одним із перших працював на новоствореному телебаченні «40-й канал». Вів випуски новин, ток-шоу.
В 1993—1995 рр. був ведучим новин і авторських програм телебачень «Галичина» та «3-я студія», працював власкором програми «СІТ» в області. 5 років вів авторські колонку і сторінку в газеті «Вечірній Івано-Франківськ» (2008-2013 рр.)
У травні 1995 року відкрив  приватну  «Бойчук-студію», чим започаткував FM-мовлення на Прикарпатті та в сусідніх регіонах. До 2008 року був її власником і директором. Тісно співпрацював з діаспорою, організував представництво радіостанції «Голос Америки», готував  «прямі лінії через океан».
У 2000 р. стажувався в штаті Айова за програмою Держдепартаменту США, в 2006 році — на радіостанції «Німецька хвиля» в Бонні та Берліні.
В 1994 і 1998 рр. обирався депутатом Івано-Франківської обласної ради, був членом правління обласної Асоціації платників податків.
У 2008 році заснував ТОВ «Медіа-холдинг», яке займається підготовкою та виготовленням аудіо- та відеоматеріалів для ЗМІ  та інтернетвидань, об’єднує фрілансерів, юнкорів, координує студентське інтернетрадіо міста, фінансово підтримує творчу молодь.
       У 2002 році закінчив юридичний факультет ПНУ. Спеціалізація - медіаправо.
       У 2003 -2012 рр. будував і ввів в експлуатацію власний офіс, згодом — офісний центр.  Ініціатор і координатор створення телерадіостудій в університетах міста.          
З 2010 року – викладач кафедри філософії та політології Прикарпатського юридичного інституту ЛьвДУВС. З 2013 до 2018 року - доцент кафедри журналістики, реклами та зв’язків з громадськістю  УКД. З 2018 року по нинішній час – завідувач навчальної телерадіостудії, доцент кафедри журналістики ПНУ ім.В. Стефаника, керівник  Медіашколи ЦДЮТ Івано-Франківської міськради. І. Бойчук та його вихованці – призери багатьох міжнародних та всеукраїнських конкурсів.
           Доктор філософії з політології. Автор монографії та 39 наукових праць з проблематики ЗМІ, які надруковані у вітчизняних та закордонних фахових наукових виданнях. Неодноразово заохочувався керівництвом організацій та вузів, де працював і нині працює та очільниками міста Івано-Франківська та Прикарпаття.  Нагороджений медаллю «За заслуги перед Прикарпаттям», нагрудним знаком «Гордість Івано-Франківської територіальної громади», Почесною грамотою НСЖУ.
       Член НСЖ України з 1988 року. Заслужений журналіст України (2008 р.) Голова правління ГО «Асоціація регіонального розвитку Прикарпаття», яка працює над втіленням в життя важливих проєктів соціально-економічного розвитку області.